# 田畑藤本
田畑藤本（たばたふじもと）は、吉本興業東京本社（東京吉本）所属のお笑いコンビ。東京NSC13期生。2007年結成。2020年12月31日解散。解散後、2人ともピン芸人として芸人の活動は続けていたが、2022年に田畑がコンビとらふぐを結成。

## メンバー
- 田畑 勇一（たばた ゆういち　本名:田畑 祐一〈読み同じ〉　1984年4月10日（41歳） - ）ツッコミ担当。立ち位置は向かって右。

立命館宇治高等学校、立命館大学経営学部卒業。
カナダの大学に1年間留学。英会話能力に関してだけは相方藤本にも引けを取らないという。綾部祐二（ピース）がニューヨークに渡る前に英語の家庭教師をしていた。
大学4回生の自分の誕生日に、親にお笑いをしたいと告白する。父親は「絶対にあかん」と反対。母親が「私は良いと思う」と言った。「両親は、最終的には認めてくれました。」と雑誌の取材で語っている。
ソフトテニスの経験があり、京都府で1位になったこともある。
2019年8月、本名の田畑祐一から田畑勇一へ改名し、活動している。
解散後、阿部直也（元ピケ、タイガース）とのユニット「とらふぐ」を結成。M-1グランプリ2022では準々決勝に進出した。「とらふぐ」ではボケ担当に転向している。
- 藤本 淳史（ふじもと あつし　1984年4月3日（41歳） - ）ボケ担当。立ち位置は向かって左。MENSAの元会員[6]。

京都成章高等学校、東京大学工学部機械工学科卒業。
大学時代は、破壊力学に関する研究をしていた。卒業論文の題目は「小型試験片におけるマスターカーブ破壊靱性評価法の適用性に関する研究」。
お笑いをやることに対して当初は親に反対されたが、今ではテレビの放送日がいつか聞いてくるようになったと、2008年7月28日付読売新聞夕刊の取材で語っている。
『熱血!平成教育学院』（フジテレビ）で宇治原史規（ロザン）のライバル・東京大学出身芸人として出場した時に、高校は特待生で入学していた事を明らかにした。
解散後の2021年7月にYouTubeチャンネル『街録ch〜あなたの人生、教えて下さい〜』にて、取材相手からの話の流れでADHDだと公表している。コンビ活動をしていた頃はADHDだという自覚はなかったが、相手に迷惑をかけてしまった時はひたすら謝るしか出来なくて、今考えてみるとちょっとしんどかったと振り返っている。

## 経歴・概要
京都市立桂中学校の同級生として出会う。大学3年の正月に京都に帰省した時、何人かの友人がいる場で皆で盛り上がり「もう就職も嫌やし、お笑いやろうやー！」と藤本が言い、東京に戻ってから「あれさあ、ノリで言ったけど、おまえ、本気度どのくらい？ 何％？」と田畑にメールしところ、田畑は最初「50％」と返信をしたが、徐々にやってみたいと思い始め、そこから話が進みコンビ結成にまで至った。 藤本は大学院にも合格していたが、断ってNSCに入学した。東京NSC在学中に出場したM-1グランプリ2007では、2回戦敗退。2008では、3回戦敗退。
芸風はしゃべくり漫才。藤本が史上初の東大卒芸人であることをアピールポイントにしており、「学歴だけでも覚えて帰ってください」をツカミとしている。初期は藤本が東大卒を鼻にかけたキャラクターの漫才が多かったが、その後は思考が論理的過ぎてネガティブになるぼやき漫才が多かった。
2020年末をもってコンビを解散。同年のM-1グランプリで1回戦を通過したものの2回戦を辞退しており、その理由を「こういう事（この時既に解散を決意していた）でした」としている。それぞれ吉本興業に残って芸人を続け、レギュラー番組である『ミルベキ!』（TBSテレビ）にも2人とも2021年11月まで出演し続けていた。

## 賞レース成績
- 2008年 第29回今宮子供えびすマンザイ新人コンクール 新人漫才奨励賞
- 2014年 THE MANZAI2014 認定漫才師
- 2015年 M-1グランプリ2015 準々決勝進出
- 2016年 M-1グランプリ2016 3回戦進出
- 2017年 第38回ABCお笑いグランプリ決勝進出
- 2017年 M-1グランプリ2017 準々決勝進出
- 2018年 M-1グランプリ2018 準々決勝進出
- 2019年 M-1グランプリ2019 3回戦進出

## 出演

### ライブ
- ルミネtheよしもと〜業界イチの青田買い〜（ルミネtheよしもと、2008年5月4日）
- ルミネ7じ9じ「1ミニットHigh↑』」（ルミネtheよしもと、2008年5月10日）
- JET GIG（笹塚ファクトリー 2008年5月4日、新宿シアターモリエール 2008年6月22日・8月4日・9月27日、2009年1月8日・1月9日）
- AGE LIVE（渋谷無限大ホール、渋谷シアターD）
- 超若手対抗戦〜11期vs12期vs13期〜（ヨシモト∞ホール、2008年6月21日）
- 浅草花月（よしもと浅草花月 雷5656会館、2008年7月13日・9月20日・11月23日・12月14日）
- M-1前哨戦（草月ホール、2008年9月15日）
- 吉本おたまじゃくしライブガムシャラ（新宿シアターモリエール、2008年9月15日）
- needs（新宿シアターモリエール、2008年9月26日・10月20日・11月27日・12月30日）
- 漫才BATTLE G3（新宿シアターモリエール、2008年9月28日）
- ヨシモトスープに続け!新ユニットオーディションライブ（新宿シアターモリエール、2008年11月28日）
- 真夜中のワッショイ祭り（渋谷シアターD、2008年12月12日）

### テレビ
- PON!（日本テレビ、2014年4月1日 - 2015年3月24日）火曜日突撃芸人としてレギュラー出演。
- アメトーーク アメトーーーーーーク 春の３時間SP 勉強しまくった芸人 (テレビ朝日、2015年4月2日)藤本のみ
- ウソかホントかわからない やりすぎ都市伝説スペシャル（テレビ東京、2015年6月26日-2020年12月25日）藤本のみ
- NHK高校講座「ベーシックサイエンス」（NHK Eテレ、2016年4月12日 - ）レギュラー出演[11]
- 人生が変わる人事の話（BSジャパン、2016年4月 - ）レギュラー、藤本のみ
- 今夜はナゾトレ（フジテレビ、2016年12月 - ）藤本のみ
- 東大王（TBSテレビ、2017年4月30日 - ）藤本のみ
- ネプリーグ（フジテレビ）藤本のみ
- ミルベキ!（TBSテレビ、2018年4月2日 - 2021年11月4日）

### ウェブテレビ
- 椎名ぴかりんのヤッてみるニュース（2016年10月7日 - 2017年6月30日、AbemaTV） - 当初はコンビで出演。途中より藤本のみとなり、最終回で再びコンビ出演。
- TDK presents 学生イノベーションバトル そのヒラメキで世界を変えろ（2019年12月7日 - 2020年3月28日、AbemaTV）[12] - 藤本のみ
- 街録ch〜あなたの人生、教えて下さい〜（2021年、YouTube番組） - 藤本のみ

### ラジオ
- マイナビ Laughter Night（TBSラジオ、2017年7月21日）

### イベント
- 第3回 よしもと若手だらけの大運動会!!〜スーパールーキーレボリューション〜（2008年7月23日）
- 出張！レッドカーペット！In お台場冒険王ファイナル！（2008年7月30日・8月1日・8月30日）
- 第29回 今宮子供えびすマンザイ新人コンクール

（2008年7月31日第1次予選、8月2日第2次予選進出、8月3日決勝進出）
- 新宿7キャンプシアター〜2008・夏〜お祭りキャンプ（やぐらライブ 2008年7月19日・7月27日、ななな夏ライブ 8月8日・8月27日・8月31日）
- 24時間テレビ31「愛は地球を救う」「日産本社ギャラリーイベント」（日産銀座本社、2008年8月30日）
- 京大少年〜ロザンのお笑い課外授業〜に毎回ゲスト出演
  - 第1回 なんばグランド花月 2010年2月17日
  - 第2回 茨木市市民会館（ユーアイホール） 2010年6月20日
  - 第3回 滋賀県立芸術劇場 びわ湖ホール　2010年6月26日

## DVD
- 『ルミネtheよしもと〜業界イチの青田買い2008夏〜』（よしもとアール・アンド・シー、2008年7月23日）
- 『TOYOTA Rush-1グランプリ 人気芸人30組による、ちっちゃイイ話 トヨペット店オリジナル プレミアムDVD（トヨペット、2008年11月20日）7万枚限定・非売品
- 『よしログ』(2011年9月26日)

## 新聞・雑誌
- 『読売新聞夕刊』（読売新聞社、2008年7月28日）
- 『PRESIDENT 2008年10月13日号』（プレジデント社、2008年9月22日）
- 『ATES 2008年11月号 No.22』（阪急コミュニケーションズ、2008年9月24日）
- 『Samurai magazine 2008年11月号』（インフォレスト株式会社、2008年10月6日）
- 『お笑いポポロ 2008年11月号 Vol.25』（麻布台出版社、2008年10月7日）
- 『TOKYO★1週間 2008年10月21日号 No.386』（講談社、2008年10月7日）
- 『近代麻雀 2008年11月1日号』（竹書房、2008年10月15日）須田良規との対談。
- 『マンスリーよしもと 2008年12月号 No.334』（よしもとクリエイティブ・エージェンシー、2008年12月1日）

## 書籍
- 『漫才でわかる中学数学 基礎レベル』（ヨシモトブックス、2017年3月14日）